# Warwick (rivière)
 (juin 2023).
Si vous disposez d'ouvrages ou d'articles de référence ou si vous connaissez des sites web de qualité traitant du thème abordé ici, merci de compléter l'article en donnant les références utiles à sa vérifiabilité et en les liant à la section « Notes et références ».
Pour les articles homonymes, voir Warwick.
La rivière Warwick (anglais : Warwick River) est un cours d’eau de la région de Tasman de l’Île du Sud de la Nouvelle-Zélande.

## Géographie
Elle s’écoule vers le sud-ouest pour atteindre la rivière Maruia à 10 kilomètres au nord de la localité de Maruia. La State Highway 65 (en) suit le cours de la rivière Warwick pour une partie de sa longueur.